# Liste der Monuments historiques in Tronville
Die Liste der Monuments historiques in Tronville führt die Monuments historiques in der französischen Gemeinde Tronville auf.

## Liste der Objekte
| Bezeichnung                 | Beschreibung                          | Standort                      | Kennzeichnung | Schutzstatus | Datum | Bild |
| --------------------------- | ------------------------------------- | ----------------------------- | ------------- | ------------ | ----- | ---- |
| Skulptur Heiliger Sebastian | Holz, farbig gefasst, 18. Jahrhundert | in der Kirche St-Epvre (Lage) | PM54000895    | Classé       | 1979  |      |